# 郎兆玉
郎兆玉（？—1626年），字完白，别号明怀，浙江杭州府仁和縣匠籍。晚明政治人物。

## 生平
万历三十一年（1603年）癸卯科浙江乡试举人，四十一年（1613年）癸丑科進士，禮部觀政，四十二年授上蔡县知县，四十七年升淮安府同知，天啓二年降调，三年改饶州府儒学教授，卒于天啓六年六月十四日。著有《注释古周礼》六卷。